# Иво Лотка-Калински
Иво Лотка-Калински (Загреб, 1913 — 1987), композитор, музички педагог и певач. Компоновао опере Матија Губец, Помеш, три опере према Нушићевим комедијама: Аналфабета, Дугме, Власт, кантате, хорове, и др. Његов отац био је Фран Лотка.